# Richard Flecknoe
Richard Flecknoe (c. 1600 – 1678) foi um homem de letras, sacerdote e aventureiro do Reino Unido. Em 1648 permaneceu oito meses no Rio de Janeiro, sendo considerado o primeiro viajante de língua inglesa a escrever sobre o Rio de Janeiro e Brasil, em um livro intitulado A Relation of Ten Years Travells in Europe, Asia, Affrique, and America (Um relato de dez anos de viagens na Europa, Ásia, África e América). 

## Vida
Pouco se sabe da vida de Flecknoe. Provavelmente nasceu na Inglaterra, em Northamptonshire, embora possa ter sido de origem irlandesa. Ele era católico e pode ter sido ordenado sacerdote leigo pelos jesuítas enquanto estava no exterior. Grande parte de sua vida jovem parece ter sido passada fora da Inglaterra. Frequentou a escola jesuíta inglesa St Omer de 1619 a 1624, onde pode ter participado das produções anuais de teatro. Após a ordenação como sacerdote secular, ele continuou seus estudos na comuna de Watten, em Flandres, até 1636, quando retornou à Inglaterra, mas ficou desapontado por encontrar pouca aceitação entre os católicos ingleses, que não viam com bons olhos os jesuítas. Andrew Marvell encontrou-o em Roma em 1645, período de que data sua sátira Flecknoe, um Sacerdote Inglês em Roma, embora só fosse publicada em 1681.

## Viagem ao Rio de Janeiro
Richard Flecknoe chegou no Rio de Janeiro em 16 de janeiro de 1648, onde permaneceu um semestre, voltando à Europa em agosto daquele ano. De sua estadia carioca resultaram apenas 24 páginas de seu livro, “contribuição assaz insignificante, mas pitoresca, para a bibliografia brasileira”.  “O livrinho de viagens de Fleckno, impresso em 1655, é hoje uma das maiores raridades bibliográficas brasileiras. Em nosso país, ao que parece, dele só existe um exemplar. Pertence à Biblioteca do Itamaraty e fez parte da livraria do Barão do Rio Branco.”
Em seu livro Flecknoe descreve a chegada em "São Sebastião ou Rio de Janeiro" ("Entramos na baía por entre dois rochedos possantes, distantes um do outro de algumas milhas (um, pela sua forma, é denominado o Pão de Açúcar))", o Brasil em geral (" Parece esta terra muito mais destinada à habitação futura do homem do que já ter sido habitada anteriormente"), a cidade ("são os edifícios pouco elevados e as ruas (três ou quatro apenas) todas orientadas para o mar"), a terra ("A terra quase toda coberta de matas e com o solo virgem desde a criação do mundo produz, sem cultura, árvores entre as quais algumas há tão grandes que apresentam sete ou oito braças de diâmetro e mais de setenta ou oitenta de altura"), árvores frutíferas e plantas (" Quanto às frutas, de par com os limões que crescem por toda a parte, em grande abundância, a banana merece o primeiro lugar"), os animais ("Os animais são todos curiosamente diferentes dos nossos"), as aves ("As aves são tão belas, se as compararmos às nossas, que podemos em verdade afirmar haver a natureza, quando as pintou, aprendido aqui os seus matizes"), insetos ("Apanhei um que me trepava pela roupa quando passeava no mato e amarrei-o no meu quarto, onde o conservei durante vários dias"), selvagens ou indígenas do Brasil ("Se fossem tão ferozes quanto contam, não teriam cedido tão mansamente sua terra a Portugal, nem permitido que este a desfrute tão tranquilamente"), recursos do país ("um país que possui com abundância um gênero de que todos os outros necessitam [o açúcar] de mais nada precisa").